# Jean-Joseph Farre
Jean-Joseph Frédéric Albert Farre, född den 5 maj 1816 i Valence, departementet Drôme, död  den 24 mars 1887 i Paris, var en fransk militär och politiker.
Farre ingick 1837 vid ingenjörsväsendet och befordrades 1868 till överste. Vid Metz kapitulation (1870) lyckades han undkomma, utnämndes samma år till brigadgeneral och deltog i nordarméns hela fälttåg. Efter krigets slut (1871) erhöll han högsta befälet över ingenjörstrupperna i Algeriet och blev 1875 divisionsgeneral, medlem av fästningskommittén och generalinspektör för kustförsvaret samt 1879 chef för 14:e armékåren och kommendant i Lyon. Den 27 december 1879-14 november 1881 var Farre krigsminister först i Freycinets, sedan i Ferrys kabinett. Som krigsminister avskedade han alla som legitimister eller bonapartister bekanta officerare; han förberedde expeditionen till Tunisien, men med så liten framgång, att han måste ta avsked.